# Kaffeeanbau in Tansania
Der Kaffeeanbau in Tansania ist ein wichtiger Wirtschaftszweig des Landes. Mehr als 90 Prozent der Produktion werden exportiert. Im Jahr 2022 war dies Kaffee im Wert von 226 Millionen Dollar. Damit war Kaffee das acht-wichtigste Exportprodukt Tansanias mit 5 Prozent des Exportvolumens. Die Anbaufläche beträgt 265.000 Hektar, im Marktjahr 2023/2024 wurden 1.350.000 Säcke zu je 60 Kilogramm erzeugt, das sind 75.000 Tonnen.

## Geschichte
Kaffee wurde in Tansania bereits im 16. Jahrhundert von der Insel Réunion eingeführt. Bedeutung erlangte er erst durch deutsche, katholische Missionare, die 1898 Kaffee am Kilimandscharo anbauten. Seit dem 19. Jahrhundert gehört Kaffee zu den wichtigsten Exportgütern des Landes.
Nach den 1990er Jahren stagnierte die Kaffee-Produktion bei rund 50.000 Tonnen im Jahr. Einer der Gründe war das Auftreten der Tracheomykose (Welkekrankheit). Ein Minimum wurde mit 32.489 Tonnen in der Saison 2003/04 erreicht. Bis 2023 stieg die Produktion auf 81.000 Tonnen.

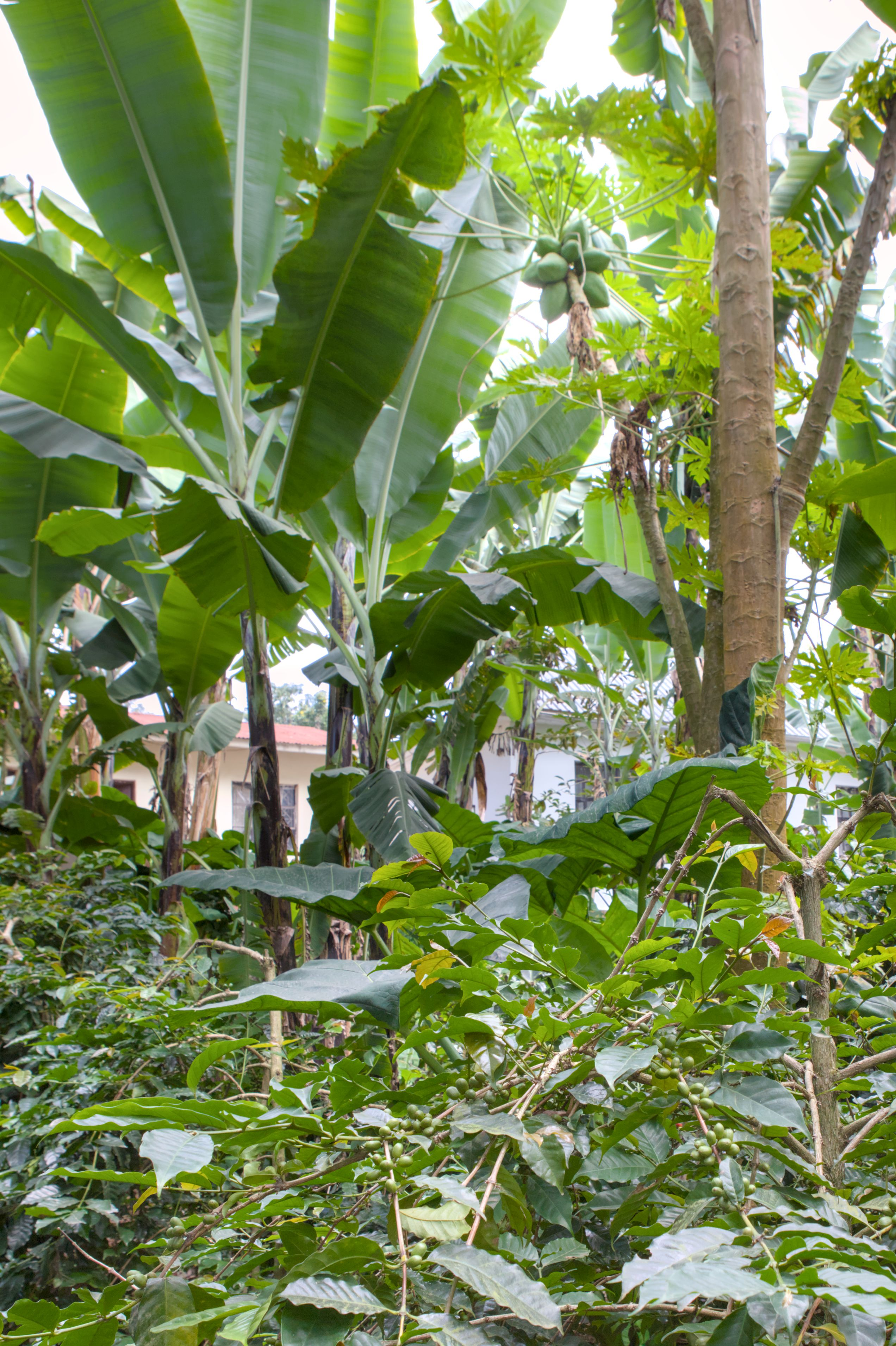
Kaffeestrauch unter Papaya-Bäumen und Bananen

## Anbau
In Tansania werden zwei Sorten von Kaffee angebaut. Zu 60 Prozent Arabica-Kaffee in den Gebieten Kilimandscharo, Arusha, Tanga, Iringa, Mbeya, Kigoma, Manyara, Mwanza, Katavi, Mara, Njombe, Songwe, Rukwa, Geita und Ruvuma und zu 40 Prozent Robusta-Kaffee in den Regionen Kagera, Mwanza und Morogoro.
| Sorte   | 2022/2023 [60-kg-Säcke] | 2023/2024 [60-kg-Säcke] |
| ------- | ----------------------- | ----------------------- |
| Arabica | 600.000                 | 750.000                 |
| Robusta | 520.000                 | 600.000                 |
| Gesamt  | 1.120.000               | 1.350.000               |

Die größten Anbaugebiete für Arabica sind die fruchtbaren Vulkanböden des Kilimandscharo und das südliche Hochland, für Robusta die Region Kagera am Victoriasee. Die Sorte Arabica gedeiht in einer Höhenlage von 1000 bis 3500 Metern, Robusta zwischen 800 und 900 Meter über dem Meer.
Der Anbau erfolgt zum Großteil durch geschätzt 320.000 Kleinbauern, die 0,5 bis 1 ha große Bauernhöfe bewirtschaften und 95 % der Produktion liefern. Die restlichen 5 % erwirtschaften rund 100 Großgrundbesitzer. Insgesamt beschäftigt die Kaffeeindustrie direkt und indirekt etwa 2 Millionen Menschen.
Die kleinen Betriebe werden in Arusha und Kilimandscharo „Chagga-Hausgärten“ genannt. Sie sind ein Agroforstwirtschaftssystem, bei dem der Raum räumlich und zeitlich genutzt wird. Die oberste Schicht besteht aus einzelnen Bäumen, die Schatten, Futter für die Haustiere, Früchte, Brenn- und Nutzholz spenden. Unter diesen Bäumen werden meist verschiedene Bananensorten angebaut, darunter wachsen Kaffeesträucher und zuunterst verschiedene Arten von Gemüse.

## Verarbeitung
Etwa 90 % des im Land produzierten Arabicas werden gewaschen. Diese Verarbeitungsmethode besteht aus den vier Schritten:
- Sortieren und reinigen
- Trennen vom Fruchtfleisch
- Fermentierung
- eigentliches Waschen und Trocknen

Robusta wird typischerweise trocken verarbeitet.

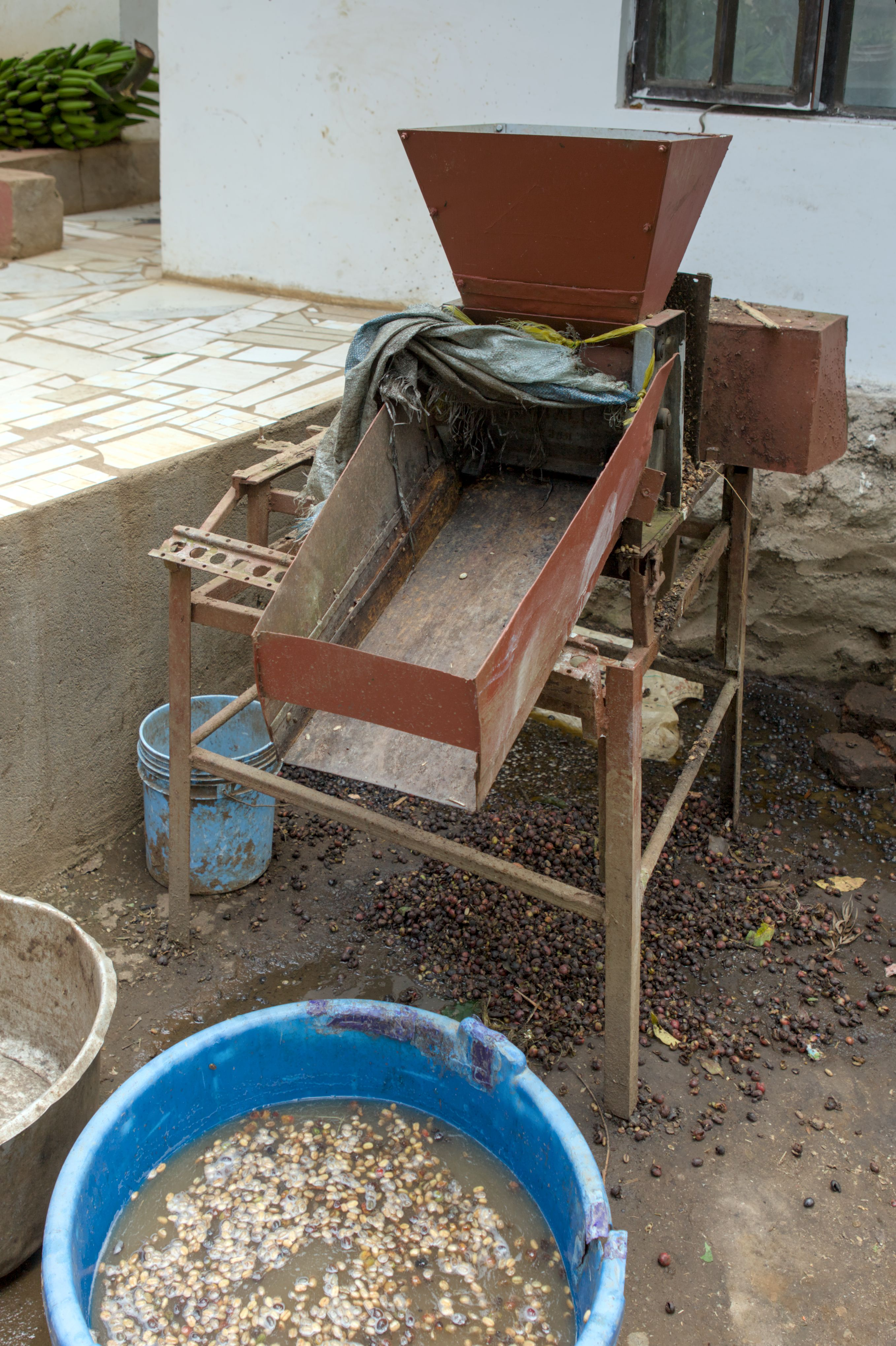
Kaffee-Entfleischungs-Maschine
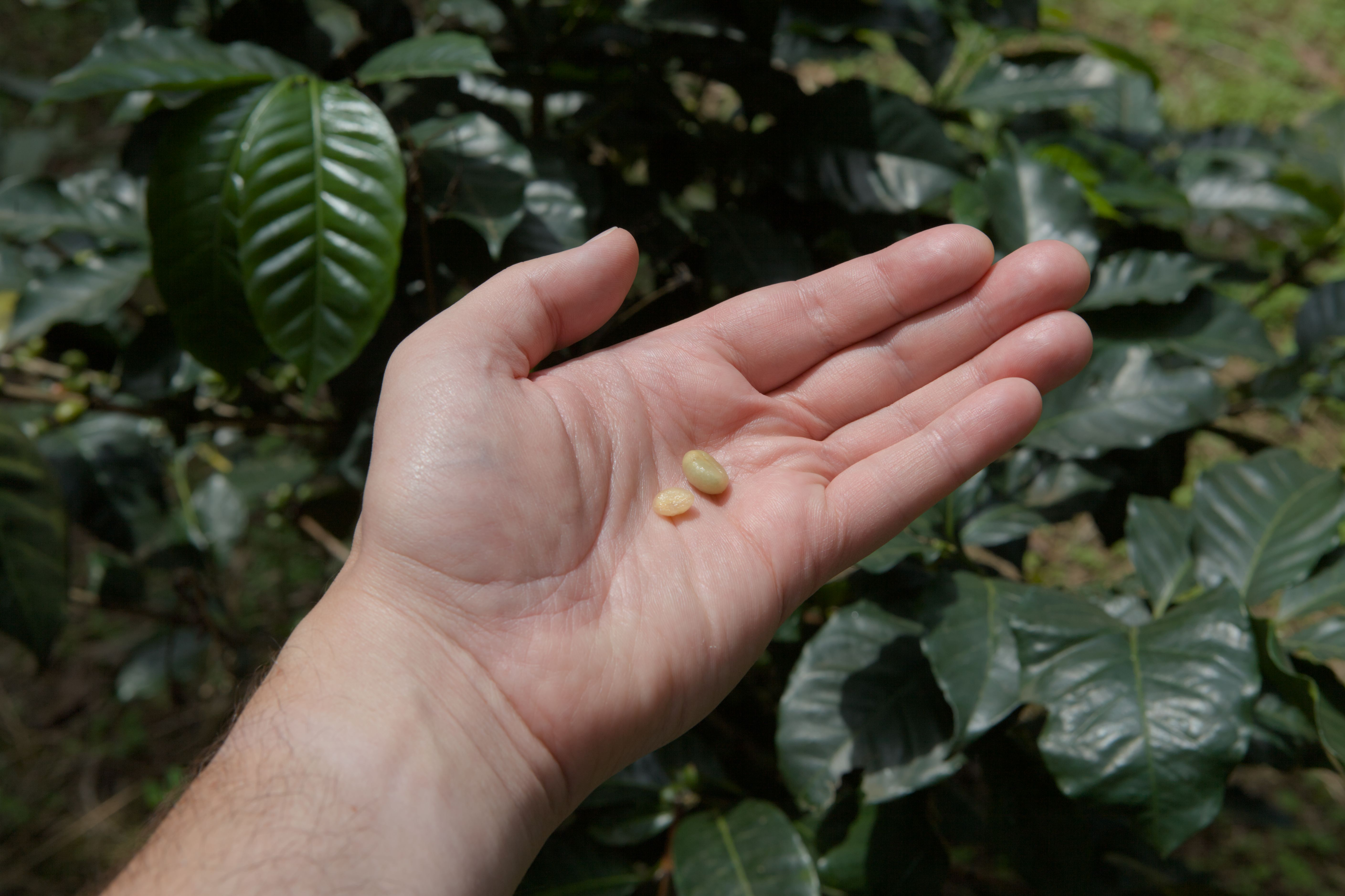
Frisch geschälte Kaffeebohnen mit klebrigem Pergamenthäutchen
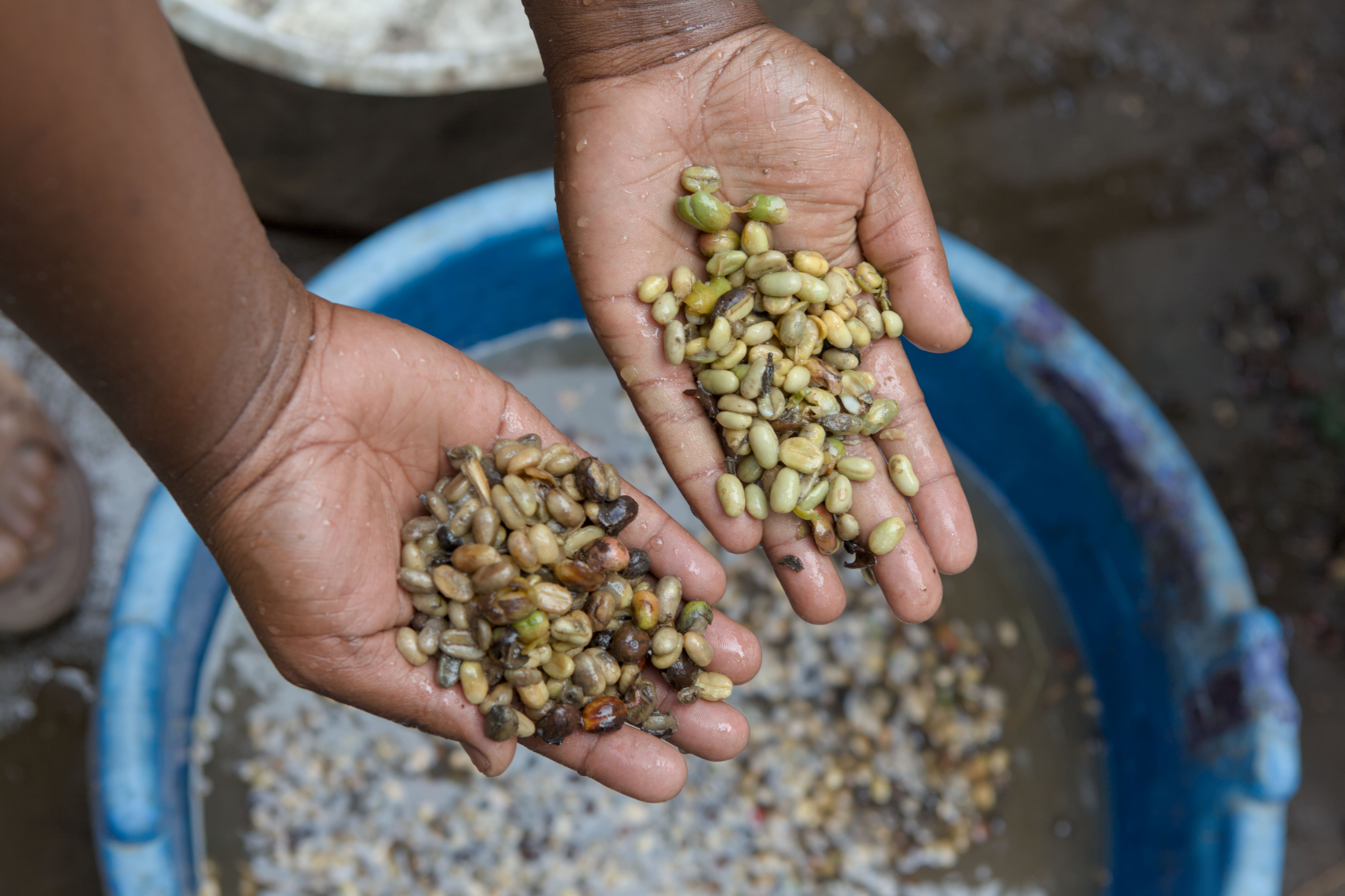
Qualitätsvergleich: hochwertige Bohnen (rechts) und unreife, minderwertige Bohnen (links) nach der Wasserseparation
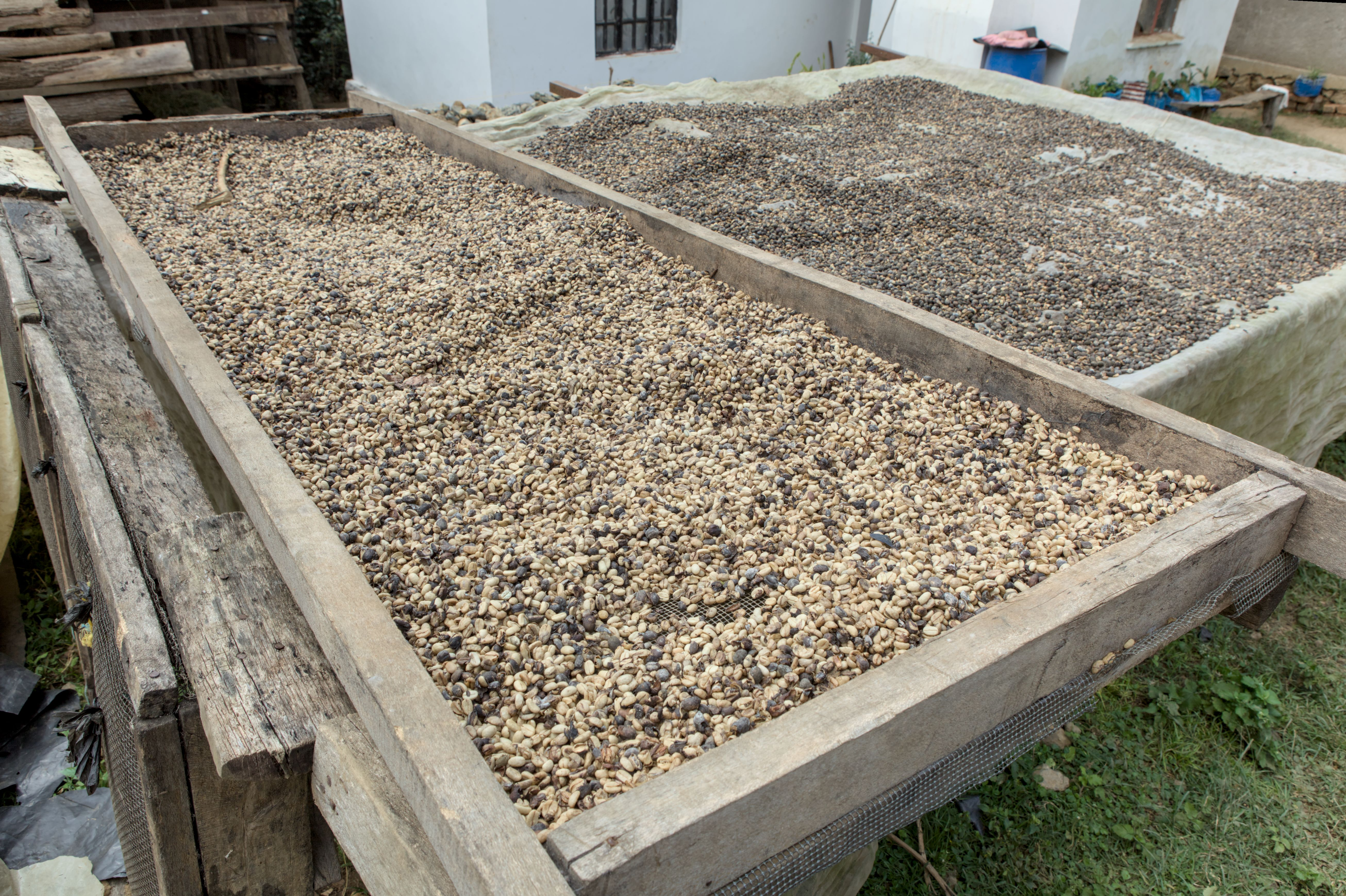
Bohnen minderer Qualität
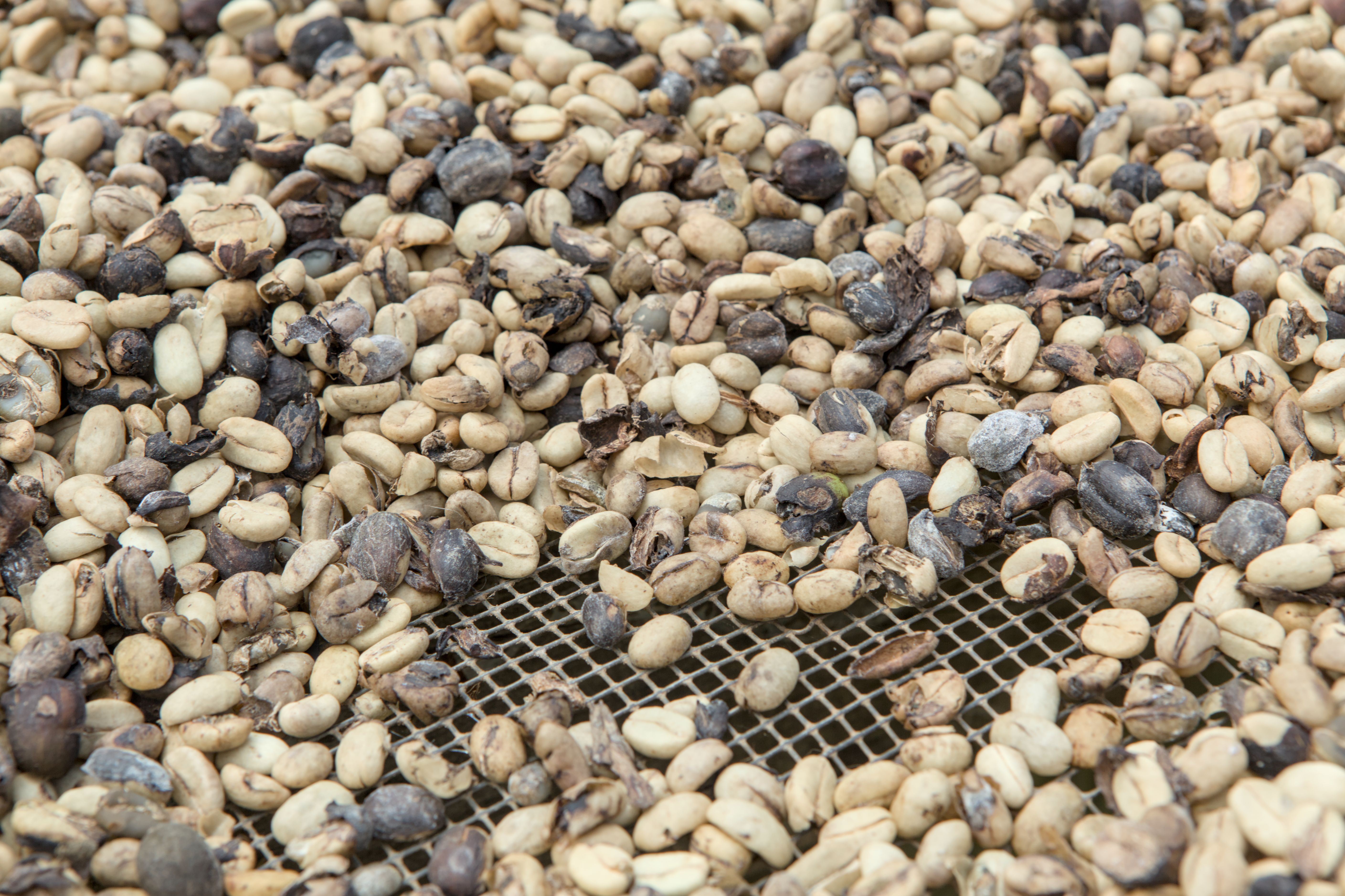
Aussortierte mindere Kaffeebohnen
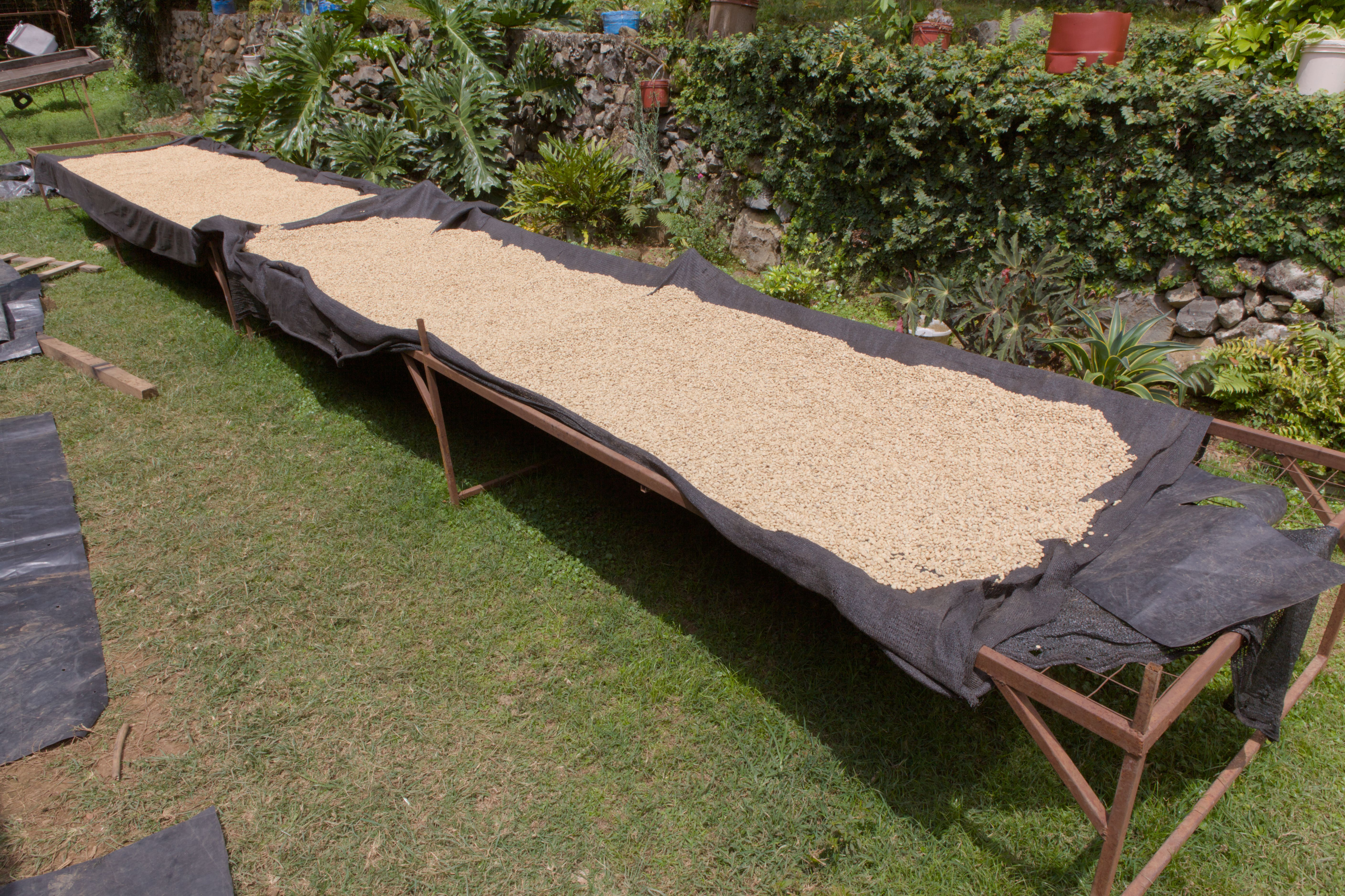
Bohnen hoher Qualität beim Trocknen
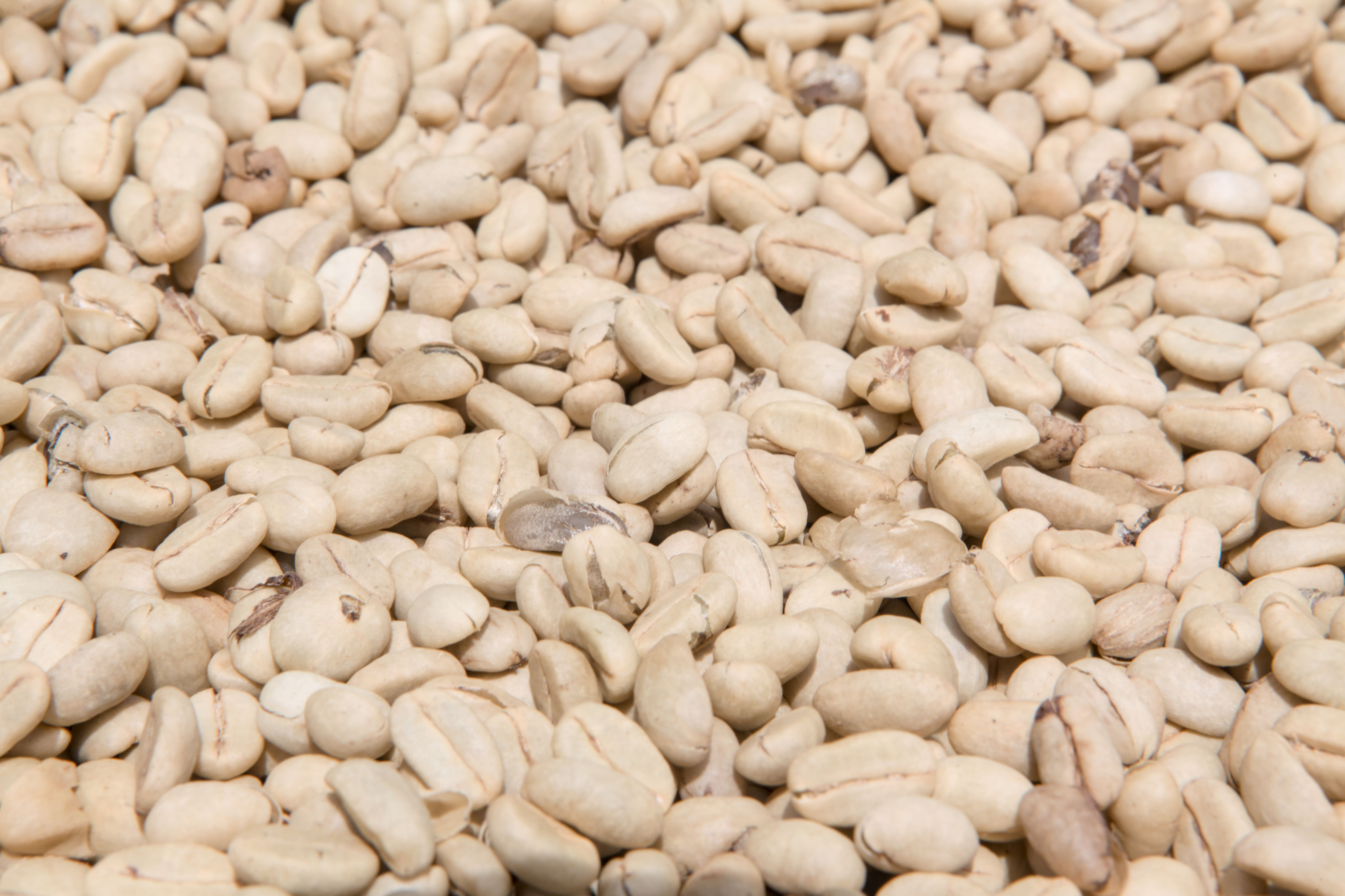
Sortierte hochwertige Kaffeebohnen, Datailansicht

## Klassifizierung und Geschmack
Die Klassifizierung des Kaffees in Tansania folgt der britischen Nomenklatur nach Form, Größe und Dichte. Zu diesen Klassen gehören: AA, A, B, PB, C, E, F, AF, TT, UG und TEX. In Japan und in den USA ist die Sorte PB, Tanzanian Peaberry, am beliebtesten.
Der tansanische Arabica wird allgemein als sauber, hell und blumig bezeichnet. Es besteht jedoch ein deutlicher Geschmacksunterschied zwischen der bergigen Zone im Norden und dem regnerischen südlichen Hochland. Die Kaffees aus den vulkanischen Regionen Arusha und Kilimandscharo haben meist ein angenehmes Aroma, eine reichhaltige Säure und ein reichhaltiges Mundgefühl sowie einen süßen, ausgewogenen Geschmack. Die Kaffees aus dem Süden dagegen sind charakteristisch mittelkräftig mit feiner Säure. Sie haben im Allgemeinen gute fruchtige und blumige Aromen und Geschmacksrichtungen.

## Verkauf
Für Kaffeebauern gibt es drei Möglichkeiten, ihre Ware zu verkaufen:
- Binnenmarkt: Die Bauern verkaufen an private Käufer.
- Auktionen: Kaffeeauktionen finden während der 9-monatigen Saison wöchentlich statt. Lizenzierte Exporteure kaufen hier von einzelnen Bauern, Gruppen und Genossenschaften.
- Direkter Export. Erzeuger erstklassiger Kaffeesorten dürfen die Auktion umgehen und ihren Kaffee direkt verkaufen.

Von den einzelnen Staaten ist Japan ist mit 15.900 Tonnen der größte Abnehmer von Kaffee aus Tansania, gefolgt von Deutschland mit 7.400 Tonnen. Weitere wichtige Handelspartner sind Italien, Belgien, die USA und Marokko.
| Abnehmer          | 2019 [t] | 2020 [t] | 2021 [t] | 2022 [t] | 2023 [t] |
| ----------------- | -------- | -------- | -------- | -------- | -------- |
| Europäische Union | 30.366   | 30.628   | 40.184   | 35.495   | 45.107   |
| Japan             | 15.552   | 11.231   | 13.524   | 16.901   | 12.287   |
| USA               | 3.168    | 3.220    | 2.487    | 3.530    | 4.775    |
| Marokko           | 3.034    | 2.987    | 6.115    | 2.981    | 5.636    |

## Behörden und Organisationen
- Tanzania Coffee Board (TCB) – Branchenregulierungsbehörde für Fragen im Zusammenhang mit Produktion und Marketing, berät die Regierung in allen Fragen der Kaffeeproduktion, -verarbeitung und -vermarktung
- Tanzania Coffee Development Trust Fund (TCDF) – Verwaltung von Stakeholdern, Ressourcen für Aktivitäten zur Kaffeeentwicklung
- Tanzania Coffee Research Institute (TACRI) – Kaffeeforschungsinstitut
- Tanzania Coffee Association (TCA) – Private Vereinigung von Kaffeehändlern, Lobbying und Wahrung der Interessen großer Kaffeebauern und -händlern
- Tanganyika Coffee Growers Association (TCGA) – Verband der Kaffeebauern